# Марк-Олівер Кемпф
Марк-Олівер Кемпф (нім. Marc-Oliver Kempf, нар. 28 січня 1995, Ліх, Німеччина) — німецький футболіст, центральний захисник італійського клубу «Комо».
Грав у складі молодіжної збірної Німеччини.

## Ігрова кар'єра

### Клубна
Марк-Олівер Кемпф починав грати у футбол на юнацькому рівні у клубах нижчих регіональних ліг. У 2007 році приєднався до молодіжної команди «Айнтрахта» з Франкфурта. Наприкінці 2012 року Кемпф дебютував у першій команді у матчах Бундесліги. Але в основі він провів тільки п'ять матчів, здебільшого граючи у другій команді «Айнтрахта» у Регіональній лізі.
У 2014 році Кемпф перейшов до складу «Фрайбурга», де також починав у дублюючому складі. А свій перший матч за основу Кемпф зіграв проти своєї колишньої команди.
Влітку 2018 року на правах вільного агента Марк-Олівер перейшов до складу «Штутгарта».
25 січня 2022 року підписав контракт до 2026 року з берлінською «Гертою».
В серпні 2024 року Кемпф перейшов до італійського клубу «Комо», з яким підписав контракт на три роки.

### Збірна
Марк-Олівер Кемпф з 2020 року грав за юнацькі збірні Німеччини різних вікових категорій. У 2012 році у складі юнацької збірної (U-17) Кемпф став срібним призером Юнацького чемпіонату Європи.
А за два роки у складі збірної (U-19) виграв чемпіонат Європи, що проходив на полях Угорщини.

## Титули і досягнення
- Чемпіон Європи (U-19): 2014
- Чемпіон Європи (U-21): 2017